# Norbert Gombos
Norbert Gombos (ur. 13 sierpnia 1990 w Galancie) – słowacki tenisista, reprezentant w Pucharze Davisa.

## Kariera tenisowa
Zawodowym tenisistą Gombos jest od 2009 roku.
Jest zwycięzcą 7 turniejów rangi ATP Challenger Tour w grze pojedynczej.
Od 2014 roku reprezentuje Słowację w Pucharze Davisa.
W rankingu gry pojedynczej najwyżej był na 80. miejscu (2 października 2017), a w klasyfikacji gry podwójnej na 238. pozycji (19 października 2015).

### Zwycięstwa w turniejach ATP Challenger Tour w grze pojedynczej
| Końcowy wynik | Nr | Data                 | Turniej    | Nawierzchnia  | Przeciwnik       | Wynik finału        |
| ------------- | -- | -------------------- | ---------- | ------------- | ---------------- | ------------------- |
| Zwycięzca     | 1. | 1 marca 2015         | Cherbourg  | Twarda (hala) | Benoît Paire     | 6:1, 7:6(4)         |
| Zwycięzca     | 2. | 13 czerwca 2015      | Praga      | Ceglana       | Albert Montañés  | 7:6(5), 5:7, 7:6(2) |
| Zwycięzca     | 3. | 23 października 2016 | Brest      | Twarda (hala) | Yannik Reuter    | 7:5, 6:2            |
| Zwycięzca     | 4. | 13 listopada 2016    | Bratysława | Twarda (hala) | Marius Copil     | 7:6(8), 4:6, 6:3    |
| Zwycięzca     | 5. | 1 października 2017  | Orlean     | Twarda (hala) | Julien Benneteau | 6:3, 5:7, 6:2       |
| Zwycięzca     | 6. | 23 czerwca 2019      | Bratysława | Ceglana       | Attila Balázs    | 6:3, 3:6, 6:2       |
| Zwycięzca     | 7. | 14 lipca 2019        | Winnipeg   | Twarda        | Brayden Schnur   | 7:6(3), 6:3         |